# Bricelyn
Bricelyn – miasto w Stanach Zjednoczonych, w stanie Minnesota, w hrabstwie Faribault.